# Agrupació d'electors Eivissa i Formentera al Senat
Agrupació d'electors Eivissa i Formentera al Senat (EFS) és una agrupació d'electors formada per a les eleccions generals espanyoles de 1996 per la unió de tots els partits d'esquerres de la circumscripció d'Eivissa i Formentera. Es van recollir 1.200 signatures i el 1996 es presentà l'Acta de Fundació. Aconseguí una senadora.